# Waterloo Road (serie televisiva)
Waterloo Road è una serie televisiva britannica ambientata in un istituto comprensivo con lo stesso nome, mandata in onda per la prima volta sul canale BBC One il 9 marzo 2006. L'ambientazione iniziale della serie è stata in Inghilterra, a Rochdale, per poi essere ricollocata in Scozia, a Greenock. 
La prima serie contiene otto episodi e si è conclusa il 27 aprile 2006. Lo spettacolo è stato poi commissionato per una seconda serie composta da dodici episodi. La seconda serie è iniziata il 18 gennaio 2007 e si è conclusa il 26 aprile 2007. È stata commissionata una terza serie, composta da 20 episodi , mandati in onda il 11 ottobre 2007 e terminati il 13 marzo 2008. La quarta serie dello show contiene 20 episodi, mandati in onda dal 7 gennaio 2009 al 20 maggio 2009. Waterloo Road passò sotto la minaccia di essere tagliato dopo la quarta serie a causa della prevista demolizione dell'ubicazione dello show di quell'epoca, tuttavia questi piani non sono andati avanti fino a dopo la settima serie e lo spettacolo è stato commissionato per altre due serie, ciascuna composta di 20 episodi. La quinta serie è iniziata il 28 ottobre 2009 e il suo finale è andato in onda il 15 luglio 2010. La sesta serie è stata trasmessa dal 1º settembre 2010 al 6 aprile 2011. Una settima serie è stata commissionata nel mese di aprile 2010 ed è stata successivamente ampliata a 30 episodi , con la messa in onda il 4 maggio 2011 e conclusa il 25 aprile 2012. Dopo la settima serie , lo spettacolo è stato commissionato per altri 50 episodi da trasmettere in due serie, col trasferimento alla sua attuale ambientazione nella Greenock Academy in Scozia, dopo l'eventuale demolizione della posizione precedente a Rochdale. Nella sua nuova ambientazione, Waterloo Road è diventata una scuola privata, diversamente dalle altre serie passate in cui era un istituto comprensivo. L'ottava serie, composta di 30 episodi, è stata trasmessa tra il 23 agosto 2012 e il 4 luglio 2013. Il benefattore della scuola ha lasciato Waterloo Road al termine dell'ottava serie, e quindi ancora una volta la scuola è un istituto completo. La nona serie, che si compone di 20 episodi, ha avuto inizio il 5 settembre 2013 ed è andata in onda fino al 12 marzo 2014. Il 19 settembre 2013 è stata commissionata la decima e ultima stagione. Essa è andata in onda dal 15 ottobre 2014 al 9 marzo 2015.

## Trama

### Prima stagione (2006)
Il primo episodio di “Waterloo Road” è stato trasmesso il 9 marzo 2006, essendo stato girato l'autunno precedente. Il cast include il preside Jack Rimmer (interpretato da Jason Merrells), il vicepreside Andrew Treneman (Jamie Glover) e l'insegnante di cura pastorale Kim Campbell (Angela Griffin).
Un tema comune in tutta la prima stagione è la minaccia di chiusura della scuola da parte dei direttori a causa della riduzione del numero degli alunni, il cattivo comportamento degli studenti e la cattiva pubblicità che aveva ricevuto prima della nomina di Jack Rimmer come preside. Rimmer, ex vicepreside, diventa preside dopo che il suo predecessore Brian Vasey ha avuto un esaurimento nervoso dopo trent'anni di lavoro in quella scuola.
Tra le altre storie vi è quella della morte dell'alunno Adam Deardon in un incidente stradale. Donte Charles, che era alla guida della macchina coinvolta, incolpa se stesso per la morte di Deardon e viene detenuto in custodia per tre mesi. La fidanzata di Donte, Chlo Grainger, a sua volta incolpa se stessa per la morte di Adam e fa cadere in coma profondo la sua migliore amica Holly Tattersall, la quale poi riesce comunque a riprendere conoscenza. Donde più tardi riceve una sospensione della pena e Chlo non è accusata di alcun crimine, anche se il suo comportamento aveva contribuito a far schiantare la macchina.
La serie si concentra anche sul comportamento agitato dell'alunno Lewis Seddon, che culmina nelle molestie sessuali a Kim Campbell. Jack Rimmer è furioso quando apprende del comportamento di Lewis e lo espelle; solo i governatori passano sopra a ciò e riducono la sua espulsione a quindici giorni, ma la madre di Lewis successivamente lo ritira dalla scuola dopo che Jack minaccia di denunciarla per truffa a meno che non lo ritiri definitivamente dalla scuola. Lewis successivamente attacca Jack nel suo ufficio dopo l'orario delle lezioni e prova a dargli fuoco, ma l'insegnante di francese Steph Haydock (Denise Welch) riesce a fermarlo.
Un altro importante tema della serie è la fine del breve matrimonio tra Tom e Lorna Clarkson, causata dall'amore di Tom per un altro membro dello staff e migliore amica di Lorna, Izzie Redpath, che aveva già problemi in famiglia con il suo ex compagno e le loro due figlie adolescenti, Chlo e Mika Grainger.
Alla fine la LEA decide di tenere aperta Waterloo Road.
I momenti finali della serie vedono Lorna fare un passo verso il bordo di un canale.

### Seconda stagione (2007)
La seconda serie di Waterloo Road dura 12 episodi. Il primo episodio della seconda stagione è caratterizzato da una serie di nuovi personaggi principali: l'alunno Brett Aspinall (Tom Payne), il direttore sponsor Roger Aspinall (Nick Sidi) e la segretaria Davina Shackleton (Christine Tremarco).
La seconda stagione inizia ad essere trasmessa su BBC One Scotland il 24 gennaio 2007 e nel resto del Regno Unito il 18 gennaio 2007.
Il pubblico apprende che Lorna è sopravvissuta a quello che è stato dipinto come un tentato suicidio alla fine della prima stagione, quando si è buttata in un canale dopo il crollo del suo matrimonio. Col progredire della serie, però, diventa evidente che i suoi problemi sono ben lungi dall'essere finiti. Nel frattempo Tom e Izzie aspettano il loro primo figlio insieme, fino a quando Izzie perde il bambino dopo una caduta durante una lite con Lorna. Dopo un periodo di comportamento manipolativo e di ricerca di attenzione da parte di Lorna, quest'ultima si rende conto che lei e Tom non erano fatti per stare insieme. A Lorna viene poi diagnosticata la sclerosi multipla e la sua vita diventa ancora più stressante.
Lorna si ricongiunge con Izzie e Tom, prima di suicidarsi piuttosto che vivere con la sclerosi multipla, lasciando Tom e Izzie completamente sconvolti e affranti.
Altre storie degne di nota nella seconda serie includono l'arrivo e la partenza dei potenziali direttori sponsor Jerry Preston e Roger Aspinall, lo spaccio di droga da parte di Gemma Seddon e Jed Seddon, l'alcolismo del tirocinante Russell Millen, la perversione dell'assistente della mensa Kevin Hurst, il bullismo che subisce Mika Grainger da parte della studentessa Leigh-Ann Galloway, il ritorno dell'ex alunno Maxine Barlow, e l'arrivo di Brett Aspinall (figlio del direttore Roger), che inizia una relazione con la nuova segretaria e spezza molti cuori delle ragazze adolescenti durante il corso della serie. Il suo vero amore è, tuttavia, Mika Grainger. E sembra che non sia l'unico a sentirsi così…
Una parte della colonna sonora nella serie è stata fornita dal gruppo cornovagliese Thirteen Senses.
Nei momenti finali di questa serie, Jack viene attaccato dal rivenditore locale di droga Jed Seddon, e mentre Jed tira fuori un coltello e si avventa su di lui, Izzie Redpath sta passando lì vicino e nota i due. Izzie si precipita nella lotta, e proprio quando lei grida il nome di Jack, Jed si gira di sorpresa e Izzie incorre fatalmente nel coltello, e viene accoltellata sullo stomaco. Jed si dà alla fuga, e Izzie viene lasciata nel parcheggio stringendosi a Jack, che grida aiuto, ma nessuno accorre.

## Episodi
| Stagioni                 | Episodi | Prima TV originale | Prima TV italiana |
| ------------------------ | ------- | ------------------ | ----------------- |
| Prima stagione           | 8       | 2006               |                   |
| Seconda stagione         | 12      | 2007               |                   |
| Terza stagione           | 20      | 2007-2008          |                   |
| Quarta stagione          | 20      | 2009               |                   |
| Quinta stagione          | 20      | 2009-2010          |                   |
| Sesta stagione           | 20      | 2010-2011          |                   |
| Settima stagione         | 30      | 2011-2012          |                   |
| Ottava stagione          | 30      | 2012-2013          |                   |
| Nona stagione            | 20      | 2013-2014          |                   |
| Decima stagione          | 20      | 2014-2015          |                   |
| Undicesima stagione      | 7       | 2023               |                   |
| Dodicesima stagione      | 7       | 2023               |                   |
| Tredicesima stagione     | 8       | 2024               |                   |
| Quattordicesima stagione | 8       | 2024               |                   |
| Quindicesima stagione    | 8       | 2025               |                   |